# Tolland (Massachusetts)
Tolland és una població dels Estats Units a l'estat de Massachusetts. Segons el cens del 2000 tenia 426 habitants.

## Demografia
Segons el cens del 2000, Tolland tenia 426 habitants, 169 habitatges, i 114 famílies. La densitat de població era de 5,2 habitants/km².
Dels 169 habitatges en un 26,6% hi vivien nens de menys de 18 anys, en un 66,3% hi vivien parelles casades, en un 1,2% dones solteres, i en un 32% no eren unitats familiars. En el 28,4% dels habitatges hi vivien persones soles el 13% de les quals corresponia a persones de 65 anys o més que vivien soles. El nombre mitjà de persones vivint en cada habitatge era de 2,52 i el nombre mitjà de persones que vivien en cada família era de 3,06.
Per edats la població es repartia de la següent manera: un 23,9% tenia menys de 18 anys, un 3,3% entre 18 i 24, un 31% entre 25 i 44, un 28,9% de 45 a 60 i un 12,9% 65 anys o més.
L'edat mediana era de 41 anys. Per cada 100 dones de 18 o més anys hi havia 118,9 homes.
La renda mediana per habitatge era de 53.125 $ i la renda mediana per família de 65.417$. Els homes tenien una renda mediana de 41.094 $ mentre que les dones 35.278$. La renda per capita de la població era de 30.126$. Entorn del 2,3% de les famílies i el 4,2% de la població estaven per davall del llindar de pobresa.